# Das Haideprinzeßchen

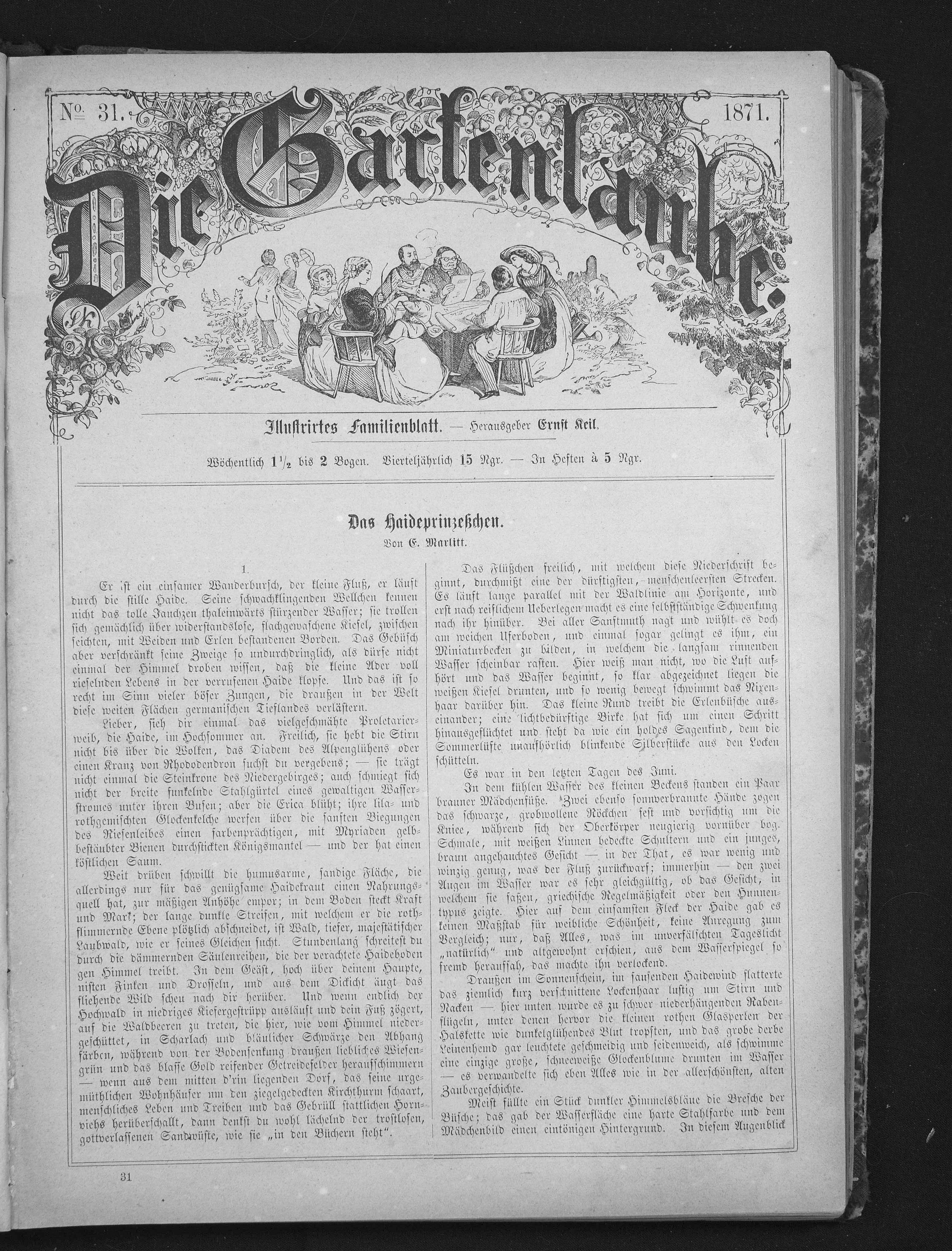
Der Beginn des ersten Kapitels in der Gartenlaube

Das Haideprinzeßchen (spätestens seit 1900: Das Heideprinzeßchen; in moderner Orthografie: Das Heideprinzesschen) ist ein Roman (Entwicklungsroman, Familienroman, Liebesroman), den E. Marlitt 1871 in der Familienwochenschrift Die Gartenlaube veröffentlicht hat (Hefte 31–52). Die erste Buchausgabe folgte 1872 im „Gartenlauben“-Verlag Ernst Keil. Die Illustrationen (Federzeichnungen) der Buchausgabe stammen von Heinrich Susemihl.
Das Haideprinzeßchen ist – mit einer ungewöhnlichen Erzählform und einem besonders großen, kompliziert verknüpften Personal – Marlitts formal komplexeste Arbeit. Der Roman erzählt die Geschichte der jungen Lenore von Sassen, die nach einer naturwüchsigen Kindheit auf dem Lande in ein städtisches, bürgerliches Umfeld gerät, in dem sie entdeckt, dass nicht jeder, der freundlich zu sein scheint, tatsächlich ein Freund ist, und dass umgekehrt selbst hinter einem schroffen, abweisenden Auftreten guter Charakter und echte Zuneigung gefunden werden kann.

## Handlung

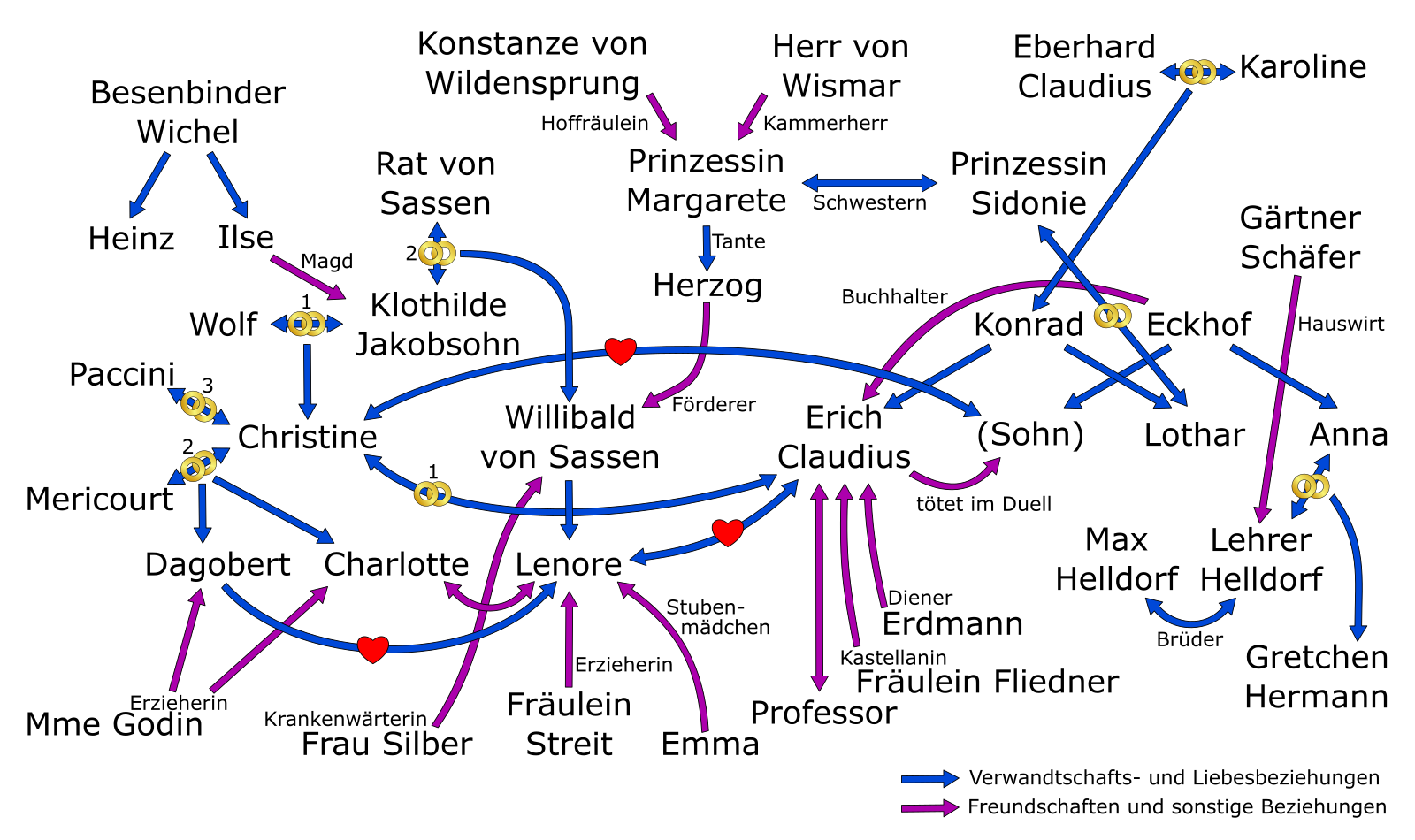
Nach „Reichsgräfin Gisela“ war „Das Haideprinzeßchen“ der zweite Roman, in dem Marlitt die Komplexität der Figurenbeziehungen auf die Spitze getrieben hat. In den späteren Arbeiten wurden diese Beziehungen übersichtlicher.

Ort der Handlung ist zunächst eine abgelegene Heidelandschaft in Niedersachsen, die Zeit das Jahr 1861.
Kapitel 1–3. Die bei Einsetzen der Handlung 17-jährige Ich-Erzählerin, Lenore, wächst auf dem Dierkhof auf, einem einsamen Heidehof, der ihrer Großmutter gehört. Die alte Großmutter ist schrullig und einschüchternd, und so sind „Lorchens“ einzige Bezugspersonen die Geschwister Heinz und Ilse Wichel. Ilse dient der Großmutter als Magd. Der Imker Heinz, der Lenores Leichtfüßigkeit und Feinheit bewundert, nennt das Mädchen in Anlehnung an Andersens Märchen Die Prinzessin auf der Erbse liebevoll „Prinzesschen“.
Lenores Kindheit ist glücklich, doch wächst sie auf dem Dierkhof in der Unwissenheit und fast auch der sozialen Isolation eines Kaspar Hauser auf. So weiß sie etwa nicht oder kann zumindest wenig damit anfangen, dass ihr Vater, Willibald von Sassen, ein berühmter Gelehrter ist und ihre Mutter eine Dichterin. Die Mutter starb sehr jung, und so kam Lenore bereits als kleines Kind auf den Dierkhof. Ihre Ausbildung dort war nur kurz, denn die Erzieherin, Fräulein Streit, hielt es in der Heide nicht lange aus und überließ die weitere Erziehung des Mädchens der praktisch analphabetischen Ilse.
Die Handlung des Romans setzt damit ein, dass in der Heide für archäologische Ausgrabungen drei fremde Männer erscheinen: ein Professor, ein Mann namens Erich Claudius und dessen Neffe Dagobert. Nach Abschluss ihrer Arbeit reisen sie wieder ab.
Kapitel 4–7. Die Großmutter erleidet einen Schlaganfall und stirbt wenig später. Die Umstände ihres Sterbens, ein Brief und ihr Testament bringen für Lenore einiges Neue über die Person der Großmutter ans Licht: Klothilde von Sassen war in eine wohlhabende jüdische Familie, die Jakobsohns, geboren. In ihre mit einem Juden geschlossene Ehe wurde eine Tochter geboren, Christine, die später mit einem Komödianten durchgebrannt ist. Christines Vater starb, woraufhin Klothilde sich taufen ließ und erneut heiratete, einen Rat von Sassen. Aus der zweiten Ehe war Willibald hervorgegangen, Lenores Vater. Von Sassen Senior hatte die junge Witwe freilich nur wegen ihres Vermögens genommen, was Klothilde dann mit einer lebenslangen Verachtung für das Geld erfüllt und letztlich auch in die Heideeinsamkeit getrieben hat. 
Die treue Ilse erbt den Dierkhof, Lenore erbt Wertpapiere und eine kostbare Perlenkette aus dem Besitz der Jakobsohns.
Kapitel 8–17. Da die Großmutter auch verfügt hatte, dass die Enkelin nicht in der Heide „verkommen“, sondern für ihre Erziehung zwei Jahre in die Stadt soll, wird Lenore nach K. geschafft. In K. befinden sich, unmittelbar benachbart, drei Wohnsitze:
- Das von einem Claudius-Vorfahren erbaute Rokokoschlösschen „Karolinenlust“. Darin lebt und arbeitet, als Protegé eines jungen Herzogs, Lenores Vater. Willibald von Sassen ist ein weltfremder Gelehrter, der zunächst gar nicht weiß, was er mit der Tochter anfangen soll. Erst im weiteren Handlungsverlauf werden Vater und Tochter einander ins Herz schließen.
- Das finstere „Claudiushaus“. Hier lebt Erich Claudius, Eigentümer einer bedeutenden Sämereienfirma, mit seinen Adoptivkindern Charlotte und Dagobert. Ohne damals viel über ihn zu erfahren, war Lenore ihm schon in den ersten Kapiteln begegnet. Da Willibald als Vater zunächst ausfällt, wird Erich Lenores Vormund. Er hat ein ernstes, ja finsteres Naturell und verbeißt sich obendrein in bittere Reue darüber, das arglose Naturkind Lenore nicht besser vor dem Einfluss der verdorbenen Charlotte abgeschirmt zu haben. Da Charlotte Lenore in scheinbar großer Freundlichkeit begegnet, hält diese sie für ihre beste Freundin, während sie Erich überhaupt nicht leiden kann und ihm sogar alles Schlechte der Welt zutraut. Erst im Laufe der Handlungsentwicklung wird Lenore Erichs guten und Charlottes zweifelhaften Charakter erkennen. Ähnliches gilt für Charlottes Bruder Dagobert, den Lenore gelegentlich den „schönen Tankred“ nennt und der sich bald als aufdringlicher Lüstling erweist.
- Das „Schweizerhaus“ beherbergt die Familie des Lehrers Helldorf. Helldorfs jüngerer Bruder Max arbeitet im Kontor der Firma Claudius, seine Frau Anna ist die Tochter des alten Eckhof, Erich Claudius‘ Buchhalter. Eckhof ist ein religiöser Eiferer, der die Tochter nach einem Streit um Glaubensfragen verstoßen hat.

Lenore bezieht ein Apartment in der „Karolinenlust“. Gleich entdeckt sie darin einen Geheimgang, der ihr Schlafzimmer mit der Beletagewohnung verbindet, einer geheimnisvollen unbewohnten Suite, in der einst Lothar Claudius gewohnt hatte. Lothar, ein Offizier, war Erichs älterer Bruder und soll sich nach dem Tode von Prinzessin Sidonie (einer Verwandten des Herzogs) aus unglücklicher Liebe erschossen haben.
Kapitel 18–25. Da Eckhof, der Buchhalter der Firma Claudius, seine extremen religiösen Auffassungen auch ins Unternehmen trägt, würde Erich ihn gern stoppen. Doch befindet er sich dem alten Mann gegenüber in einer schwierigen Situation: Vor vielen Jahren hat er Eckhofs Sohn im Duell erschossen. Die Hintergründe für dieses Duell erfahren Lenore und damit auch der Leser erst im weiteren Handlungsverlauf: Erich hatte einst eine junge Ehefrau gehabt, die ihn mit Eckhof Junior dann betrog. Erst als Eckhof die Mitarbeiter unter Druck setzt, für Missionszwecke einen Großteil ihres Einkommens zu spenden, kommt es zwischen beiden Männern zum offenen Streit.
In der Folge sucht Eckhof die Nähe von Charlotte und Dagobert und suggeriert ihnen, dass gar nicht der französische Offizier Mericourt ihr Vater sei, sondern Erichs verstorbener Bruder Lothar. Ihre Mutter sei Prinzessin Sidonie gewesen, mit der Lothar in der „Karolinenlust“ eine geheime Ehe geführt habe. Als Lenore hiervon erfährt, ist sie wie die Geschwister davon überzeugt, dass Erich Charlotte und Dagobert mutwillig um ihre vornehme Abstammung zu betrügen versucht. Mit Lenores Unterstützung (Lenore kennt den Geheimgang) durchsuchen sie das Apartment und meinen, dort weiteres Beweismaterial zu finden. Auch Prinzessin Margarete, Sidonies Schwester, bestätigt, dass zwischen Lothar und Sidonie eine Ehe bestanden haben könnte. Als Charlotte die Prinzessin später um Unterstützung im Kampf um ihre vermeintlichen Geburtsrechte bittet, schließt sie jedoch aus, dass Lothar ihr Vater gewesen sein könnte. Und auch Erich wird schließlich bestätigen, dass Charlotte und Dagobert Kinder von Mericourt sind.
Kapitel 26–29. Lenore nimmt Privatunterricht bei Lehrer Helldorf und holt in kurzer Zeit alles nach, was sie an Bildung bisher versäumt hat. Ihre Abneigung gegen Erich weicht immer mehr der Scham darüber, dass sie ihn so falsch eingeschätzt hat. Als sich in diese schwierige emotionale Gemengelage dann auch noch eine aufblühende Liebe mischt, wird sie Erich gegenüber immer befangener. Um weder ihre Geldreserven antasten noch auf Kosten anderer leben zu müssen, bittet sie Erich jedoch um eine bezahlte Tätigkeit. Er bietet ihr eine Position als Beschrifterin für Samentüten an.
So kann Lenore aus eigenen finanziellen Ressourcen aus Neapel ihre Tante Christine anreisen lassen, Klothildes verstoßene Tochter aus erster Ehe. Christine, eine Sängerin, hat ihre Stimme verloren, und Lenore möchte ihr helfen, ihre Gesundheit wiederzuerlangen. Da Willibald mit der Halbschwester nichts zu tun haben will – Lenore wird später verstehen, dass er dafür gute Gründe hat –, wird Christine im Schweizerhaus einquartiert, wo sie allerdings ein faules Schmarotzerleben beginnt.
Kapitel 30–31. Willibald, der den jungen Herzog beim Antiquitätenankauf berät, glaubt einen fabelhaften Fund gemacht zu haben: vermeintlich kostbare Münzen, die ihm für einen relativ niedrigen Preis angeboten werden. Da ihm das Geld fehlt, bittet er Lenore um einen Kredit, dem Erich, als Vormund, freilich erst zustimmen muss. Erich, selbst Münzensammler, hält die Ware von Anfang an für eine Fälschung. Diese Einschätzung wird später bestätigt. Der Herzog wird aus Willibalds Irrtum keine große Sache machen, in seiner ersten Verzweiflung jedoch legt Willibald in der Karolinenlust Feuer. Erich rettet ihn aus den Flammen, wird dabei aber verletzt. Ein Dieb nutzt das Durcheinander, um aus Eckhofs Wohnung einen hoher Betrag von Missionsgeldern zu stehlen, für die Eckhof persönlich haftet. Erich erstattet ihm das Geld. Diese humane Geste rührt Eckhof so sehr, dass er sich mit seiner Tochter Anna wieder versöhnt.
Kapitel 32–33. Erich wünscht die Tante kennenzulernen, für die Lenore sich so sehr einsetzt. Als er Christine zum ersten Mal gegenübertritt, entdeckt er, dass diese keine andere als seine untreue, geschiedene Ehefrau ist, der „böse Dämon seiner Jugend“. Nach der Trennung hatte Christine in Paris den Kapitän Mericourt geheiratet und ihm zwei Kinder geboren: Charlotte und Dagobert. Nach Mericourts Soldatentod hatte Erich die Geschwister adoptiert.
Lenore fürchtet, dass Erich und Christine sich versöhnen werden, und flieht auf den Dierkhof. Erich reist ihr jedoch nach, sie werden ein Paar. Christine reist zurück nach Italien. Dagobert geht als Farmer nach Amerika. Charlotte lässt sich ausbilden, um sich ihren Lebensunterhalt als Gouvernante verdienen zu können. Einen Heiratsantrag von Max Hellberg lehnt sie zunächst ab. Als dieser 1866 in der Schlacht bei Königgrätz schwer verwundet wird, geht sie zu den Diakonissen und wird, über diesen Umweg, am Ende doch Hellbergs Frau.

## Form
Das Haideprinzeßchen ist Marlitts vierter Roman und ihr einziges Werk, das in der Ich-Perspektive geschrieben ist. Darüber hinaus handelt es sich auch um das einzige Werk, in dem Marlitt unzuverlässiges Erzählen gewählt hat: Die Wahrnehmungen der Ich-Erzählerin sind anfangs hoch selektiv und subjektiv verzerrt; erst im späteren Handlungsverlauf weichen sie einer treueren Repräsentation des Geschehens.

## Wirkung
Adolph Oppenheim publizierte 1870 eine Bühnenadaption (Das Haideprinzeßchen. Characterbild in 3 Acten nebst einem Vorspiel). Eufemia von Adlersfeld-Ballestrem versuchte 1880 mit einem Roman Haideröslein an Motive und Erfolg von Marlitts Roman anzuknüpfen.

## Ausgaben (Auswahl)
- Das Heideprinzeßchen. Ernst Keil, 1872.
- Das Heideprinzeßchen. Union deutsche Verlagsgesellschaft, Stuttgart, Berlin, Leipzig (um 1900).
- Das Heideprinzeßchen. Weltbild Verlag, Augsburg 1984, ISBN 978-3-89350-614-9.
- Das Heideprinzeßchen. Neuer Kaiser Verlag, Klagenfurt 1992.
- Das Heideprinzeßchen. Langen Müller, München 1994, ISBN 3-7844-2487-2.
- Das Heideprinzeßchen. Hofenberg, 2015, ISBN 978-3-8430-9655-3.
- La petite princesse des bruyères. Librairie de Firmin-Didot Frères, Paris 1874 (Französische Ausgabe).
- Hedeprinsessen. Kunstforlaget "Danmark", 1911 (Dänische Ausgabe).
- The Princess of the Moor. Papala Press, 2016, ISBN 978-1-355-05359-0 (Englische Ausgabe; auch unter dem Titel „The Little Moorland Princess“).